# Sarah Kühner
Sarah Kühner (* 22. Dezember 1983) ist eine deutsche Faustballerin.

## Sportliche Laufbahn
Kühner begann ihre Karriere als 12-jährige beim TV Bretten. 2001 stieg sie mit Silke Hagino, Cornelia Schön, Melanie Münzenmaier, Jasmin Neulinger, Eva Gorenflo und Charlotte Brüggemann in die 1. Bundesliga auf. 2007 errangen die Frauen in der Besetzung Silke Hagino, Sarah Kühner, Melanie Münzenmaier, Jasmin Neulinger, Nadine Zwintzscher, Bianca Mollenhauer, Carmen Wirth, Julia Igel und Helen Saade den dritten Platz bei den deutschen Meisterschaften. In diesem Jahr wurde sie im Nationalteam Europameisterin. 2015 gelang den Frauen des TV Bretten der Wiederaufstieg in die 1. Bundesliga. Mit dem TV Hohenklingen errang sie 2023 den vierten Platz bei der Deutschen Jungsenioren-M35-Meisterschaft in Schleswig-Holstein.